# Astrid Hochstetter
Astrid Hochstetter (* 4. August 1979 in Kirchheim unter Teck) ist eine ehemalige deutsche Eiskunstläuferin. 

## Leben
Hochstetter startete für den TUS Stuttgart (bis 1996) und den ERC Westfalen Dortmund. Ihre Trainer waren Karel Fajfr, Alexander König, Peter Meyer und schließlich Peter Jonas. Ihr größter Erfolg war der Gewinn der Deutschen Meisterschaft 1996, bei der sie überraschend ihre Trainingspartnerin Tanja Szewczenko besiegte. Um Verletzungen vorzubeugen, beendete sie ihre Amateurlaufbahn 1999, da sie die Sicherheit bei den Sprüngen verloren hatte.

## Erfolge/Ergebnisse
| Wettbewerb/Saison        | 1991/92 | 1992/93 | 1993/94 | 1994/95 | 1995/96 | 1996/97 | 1997/98 | 1998/99 |
| ------------------------ | ------- | ------- | ------- | ------- | ------- | ------- | ------- | ------- |
| Europameisterschaften    | –       | –       | –       | –       | 16      | –       | –       | –       |
| Deutsche Meisterschaften | 9       | 5       | 5       | 5       | 1       | 5       | –       | WD      |
| GP Skate Canada (CAN)    | –       | –       | –       | –       | –       | 8       | –       | –       |
| GP Trophée de France (F) | –       | –       | –       | –       | 8       | –       | –       | –       |
| GP Nations Cup (D)       | –       | –       | –       | –       | –       | WD      | –       | –       |

Legende: GP = Grand Prix; WD = zurückgezogen